# Anthonie Gerrit Honig
Anthonie Gerrit Honig (Utrecht, 6 oktober 1864 – Kampen, 11 december 1940) was een Nederlandse gereformeerde predikant, theoloog en hoogleraar. Hij speelde een belangrijke rol in het gereformeerde onderwijs en de dogmatiek.

## Biografie
Honig werd geboren in Utrecht en volgde een theologische opleiding voordat hij als predikant werd bevestigd. Hij diende als predikant in Oudshoorn en Zeist. In 1903 werd hij benoemd tot hoogleraar aan de Theologische School in Kampen, waar hij zich toelegde op de dogmatiek.
Gedurende zijn academische loopbaan publiceerde hij verschillende theologische werken, waaronder een biografie over de 18e-eeuwse predikant Alexander Comrie (1892). Zijn bijdragen aan de gereformeerde theologie en het onderwijs werden breed gewaardeerd binnen de kerkelijke gemeenschap.

## Latere jaren en overlijden
Honig ging in 1933 met emeritaat en bleef actief binnen de gereformeerde gemeenschap. Hij overleed op 11 december 1940 in Kampen.
- Biografisch Portaal: 47369985
- Digitale Bibliotheek voor de Nederlandse Letteren: honi022
- Gemeinsame Normdatei: 1147225222
- Library of Congress Control Number: no2011191407
- Virtual International Authority File: 220683289